# Полква
По́лква — річка в Україні, у межах Хмельницького та Шепетівського районів Хмельницької області. Права притока Горині (басейн Прип'яті).

## Опис
Загальна довжина 43 км, площа басейну — 553 км². Заплава в багатьох місцях заболочена. Споруджено кілька ставів.

## Розташування
Бере початок біля села Ординці. Тече спершу на північний захід, далі — на північ, у пониззі — на північний схід. Впадає до Горині на південь від смт Білогір'я.

## Населені пункти
Річка тече через населені пункти:
- Хмельницького району — Великий Лазучин, Карабіївка, Михнівка, смт Теофіполь, Коров'є, Кривовілька, Новоставці, Човгузів ,
- Шепетівського району — Котюржинці, Миклаші, Жемелинці .